# Guillermo I de Baden-Baden
Guillermo de Baden-Baden (Baden-Baden, 30 de julio de 1593-ibíd., 22 de mayo de 1677) fue margrave de Baden-Baden desde 1622 hasta su muerte.

## Biografía
Guillermo era el hijo mayor de Eduardo Fortunato de Baden-Baden y de María de Eicken. 
Durante su carrera militar y política, llegó a ser general, Generalfeldmarschall del Sacro Imperio Romano Germánico y Juez de Cámara en Espira, ganándose así el sobrenombre popular de Wilhelm der Kammerrichter (Guillermo el Juez), además de ser nombrado Caballero de la Insigne Orden del Toisón de Oro.
Guillermo, católico, toma el cargo como margrave después de la derrota del regente protestante Jorge Federico I de Baden-Durlach en la batalla de Wimpfen. 
Jorge Federico era hermano de Ernesto Federico I de Baden-Durlach, que en 1594 obtuvo el margraviato de Baden-Baden después de que Eduardo Fortunato vendiera su título a la Familia Fugger por una considerable suma de dinero. A la muerte de Ernesto Federico en 1604 hereda todas sus propiedades su hermano Jorge.
Al poco tiempo de la regencia de Guillermo en Baden-Baden estalló la Guerra de los Treinta Años. Durante este periodo se produjeron persecuciones de brujas en Baden. Entre 1626 y 1631, se acusó de brujería a 244 personas, en su mayoría mujeres, en los distritos de Rastatt, Baden-Baden, Steinbach y Bühl, de las cuales 231 fueron declaradas culpables y ajusticiadas.
En 1631 Guillermo reanuda las negociaciones con el general sueco, el Conde Gustaf Horn, que lo lleva a firmar la Paz de Praga de 1635 y la Paz de Westfalia de 1648.
A su muerte en 1677 lo sucede su nieto Luis Guillermo I de Baden-Baden, hijo de su primogénito Fernando Maximiliano.

## Matrimonio e hijos
Guillermo se casó en primeras nupcias el 13 de octubre de 1624 con la Princesa Catalina Úrsula de Hohenzollern-Hechingen, hija del Príncipe Juan Jorge de Hohenzollern-Hechingen. De este matrimonio nacieron los siguientes hijos:
- Fernando Maximiliano (1625-1669), príncipe heredero de Baden-Baden;
- Leopoldo Guillermo (1626-1671), Generalfeldmarschall del Imperio y príncipe heredero de Baden-Baden;
- Felipe Segismundo (1627-1647), caballero de la Orden de Malta;
- Guillermo Cristóbal (1628-1652), arcipreste de Colonia;
- Hermann Luis (1628-1691), príncipe heredero de Baden-Baden;
- Bernardo (1629-1648)
- Isabel Eugenia Clara (1630-1632)
- Catalina Francisca Enriqueta (1631-1691), monja;
- Claudia (1633);
- Enriqueta (1634);
- Ana (1634-1708);
- María (1636);
- Francisco (1637);
- María Juliana (1638).

Al morir su primera esposa, Guillermo volvió a casarse en 1650 con la condesa María Magdalena de Oettingen, hija del conde Ernesto de Oettingen-Katzenstein. De este matrimonio nacieron:
- Felipe Francisco Guillermo (1652-1655);
- María Ana Guillermina (1655-1701), casada con el príncipe Fernando Augusto de Lobkowitz;
- Carlos Bernardo (1657-1678);
- Eva (?-?)
- María (?-?).

| Predecesor: Jorge Federico de Baden-Durlach como Margrave de Baden-Durlach | Margrave de Baden-Baden 1622-1677 | Sucesor: Luis Guillermo I de Baden-Baden |